# ORP Gryf (mouilleur de mines)
Pour les autres navires du même nom, voir ORP Gryf.
L'ORP Gryf est un mouilleur de mines de la marine polonaise, coulé lors de l'invasion allemande de la Pologne en 1939. Avec le destroyer Wicher, il est l'un des deux grands navires polonais n'ayant pas été évacués vers la Grande-Bretagne lors du plan Pékin avant le déclenchement de la guerre défensive polonaise. Il est coulé dans le port de Hel le 3 septembre 1939 pendant la phase d'ouverture de la Seconde Guerre mondiale.

## Histoire
Unique navire de sa classe, il est construit à partir de 1934 aux chantiers et Ateliers Augustin Normand au Havre, il est lancé en 1936. Élaboré après un véritable projet français aux spécifications polonaises, il est conçu en tant que grand mouilleur de mines avec un armement proche de celui d'un destroyer. Propulsé par deux moteurs Sulzer 8SD48 de 6 000 ch chacun, le navire atteint la vitesse de 20 nœuds (37 km/h), pour un rayon d'action de 9 500 milles marins (17 594 km) à 14 nœuds (25,9 km/h). 
Avant le déclenchement de la Seconde Guerre mondiale, il sert de navire-école et peut embarquer jusqu'à 60 étudiants et sous-officiers supplémentaires.

### Seconde Guerre mondiale
Le 1er septembre 1939, avec six dragueurs de mines, le Gryf quitte la base navale de Gdynia pour l'opération Rurka, une tentative de pose d'un champ de mines aux entrées de la baie de Gdańsk. Après avoir embarqué des mines navales depuis un dépôt flottant, la flottille se dirige vers la péninsule de Hel, assistée de l'ORP Wicher et de deux canonnières. En route, le navire est attaqué par un escadron de 33 bombardiers en piqué allemands Ju 87B et endommagé par plusieurs ratés rapprochés. Bien que subissant des dommages mineurs, le navire compte 22 marins tués, dont son capitaine Stefan Kwiatkowski, dans ce qui deviendra connu sous le nom de bataille de la baie de Gdańsk. Son adjoint, le capitaine Wiktor Łomidze décide de jeter toutes les mines navales désamorcées dans les eaux par crainte d'explosion et se dirige vers la base navale de Hel. C'est là qu'il est utilisé comme batterie d'artillerie anti-aérienne flottante gardant le port.
|  |
|  |

Au matin du 3 septembre 1939, l'ORP Gryf et l'ORP Wicher, amarrés dans la rade, sont attaqués par deux destroyers allemands, le Z1 Leberecht Maass (du contre-amiral Günther Lütjens) et le Z9 Wolfgang Zenker. Les navires de guerre polonais et une batterie côtière repoussent l'attaque, le Gryf marquant au moins un coup au but sur le Leberecht Maas (4 tués). Il est lui-même légèrement endommagé par un coup au but. Plus tard dans la même journée, après trois attaques de bombardiers allemands, le Gryf est lourdement endommagé et coule partiellement dans le port. Le 5 septembre, après l'incendie, ses tourelles doubles de 120 mm en poupes sont démontées et placées à terre en tant que batterie côtière n ° 34, faisant partie du système défensif de la péninsule de Hel. Il seront armés que le 30 septembre, juste avant la capitulation.
En novembre 1939, après la fin des hostilités, les Allemands renflouent l'épave et la transporte jusqu'à une plage près de Jastarnia, où elle est utilisée comme cible d'entraînement d'artillerie. Après la Seconde Guerre mondiale, l'épave est utilisée comme cible par l'armée de l'air polonaise. De 1957 à 1960, l'épave est de nouveau renflouée, les pièces récupérées étant mises au rebut.